# Parc Sainte-Marie
Le parc Sainte-Marie est un jardin public de Nancy, situé dans le sud-ouest de la commune. 

## Situation et accès
Le parc est situé dans le quartier Blandan, au cœur du quartier de l'École de Nancy et à proximité du Musée de l'École de Nancy. 
C'est le deuxième parc municipal en superficie avec 7,5 hectares, après le parc de la Pépinière.
Le parc est bordé à l'est par le complexe de piscines de Nancy-Thermal, au nord par la rue Pasteur, à l'ouest par l'avenue Boffrand et au sud par la cité judiciaire et l'avenue du Maréchal-Juin.
Horaires d'ouverture
Afin de suivre la durée diurne de la saison, le parc possède trois horaires différents de fermeture au cours de l'année :
- 1er novembre au 31 mars : 6h30 - 20h00
- 1er avril au 31 mai et du 1er septembre au 31 octobre : 6h30 - 21h
- 1er juin au 31 août : 6h30 - 22h30

## Origine du nom
Il porte ce nom en référence à la présence d'ermitages consacrés à la Vierge au XVIIe siècle.

## Historique

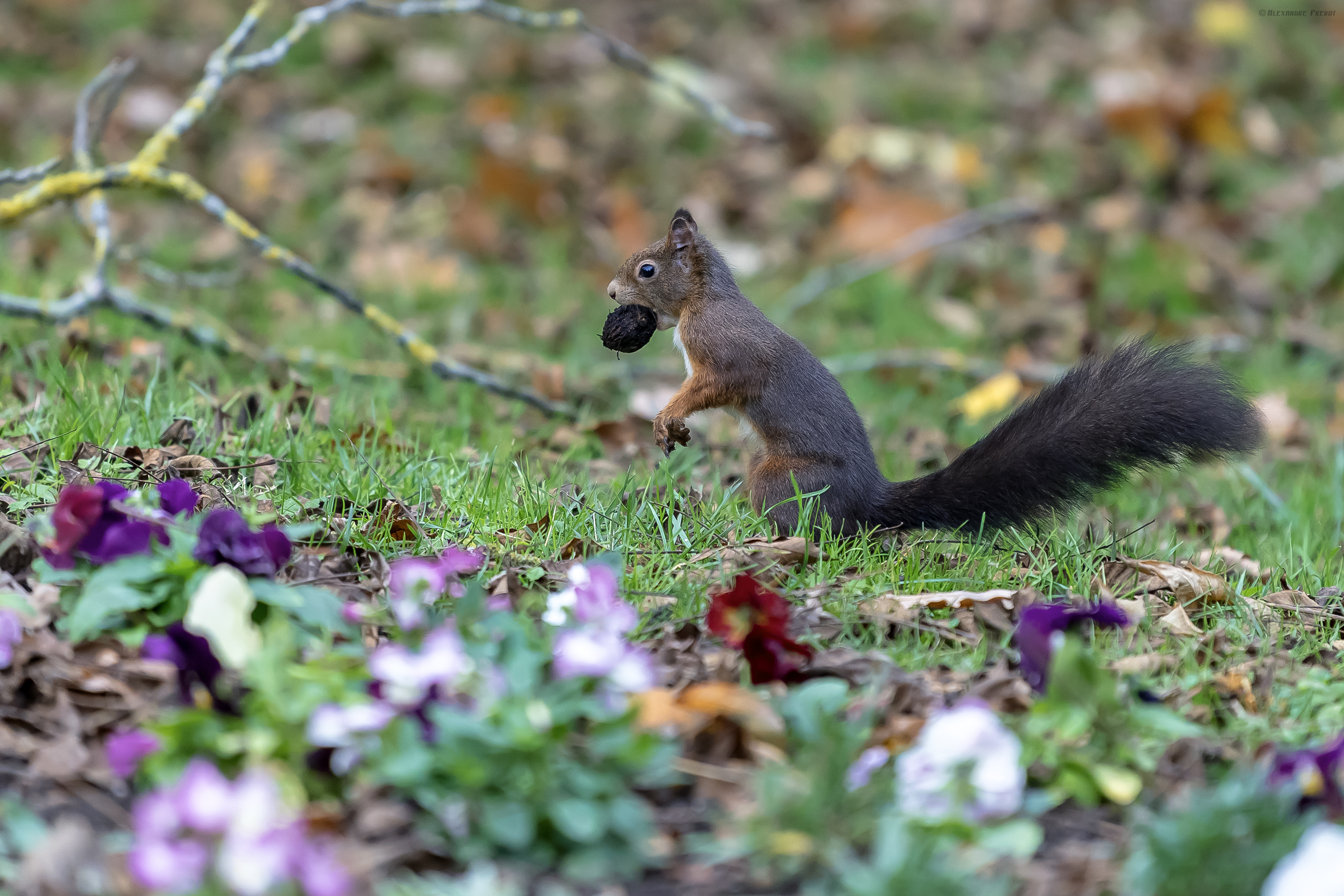
Un écureuil roux faisant ses provisions au Parc Sainte Marie

C'est en 1620 que les jésuites s'y implantent et le nomment Sainte Marie. Le parc était à l'époque éloigné des murs de la ville.
En 1808, il devient un jardin d'agrément privé. C'est à cette époque qu'il a été paysagé et planté d'arbres remarquables, parmi lesquels des séquoias pleureurs, des tulipiers, des cèdres et des chênes.
En 1904, la ville en devient propriétaire et l'aménage en jardin public.
De mai à novembre 1909, le parc Sainte-Marie, et plus généralement le quartier Nancy-Thermal, accueillirent l'Exposition internationale de l'Est de la France. Un des pavillons (le pavillon alsacien) est encore présent aujourd'hui. Abritant la maison de l'espace vert, il abrite désormais des expositions relatives à la faune et à la flore.
Le 28 juin 1936, un monument rendant hommage à Émile Coué est inauguré dans le parc ; un buste rend aussi hommage à Daniel Meyer et un autre à l'horticulteur Victor Lemoine.
Le parc fut particulièrement touché par la tempête Lothar, à la fin de l'année 1999.
En 2010, le jardin est décoré du label jardin remarquable. Il présente une collection de 85 arbres remarquables.

## Bâtiments remarquables et lieux de mémoire
Un magnolia de Soulange planté en 1909 a été labellisé arbre remarquable de France en 2014.

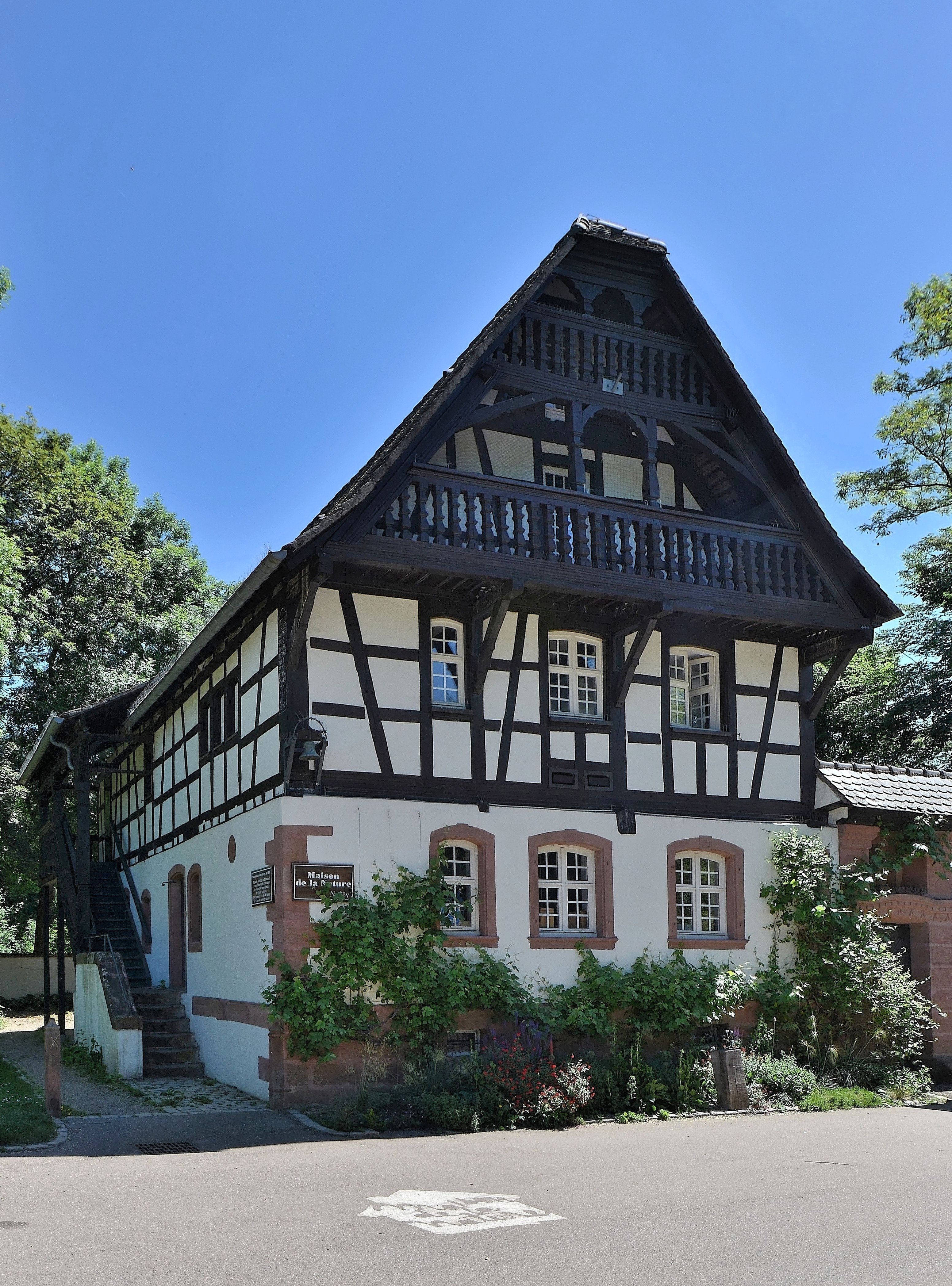
Pavillon alsacien
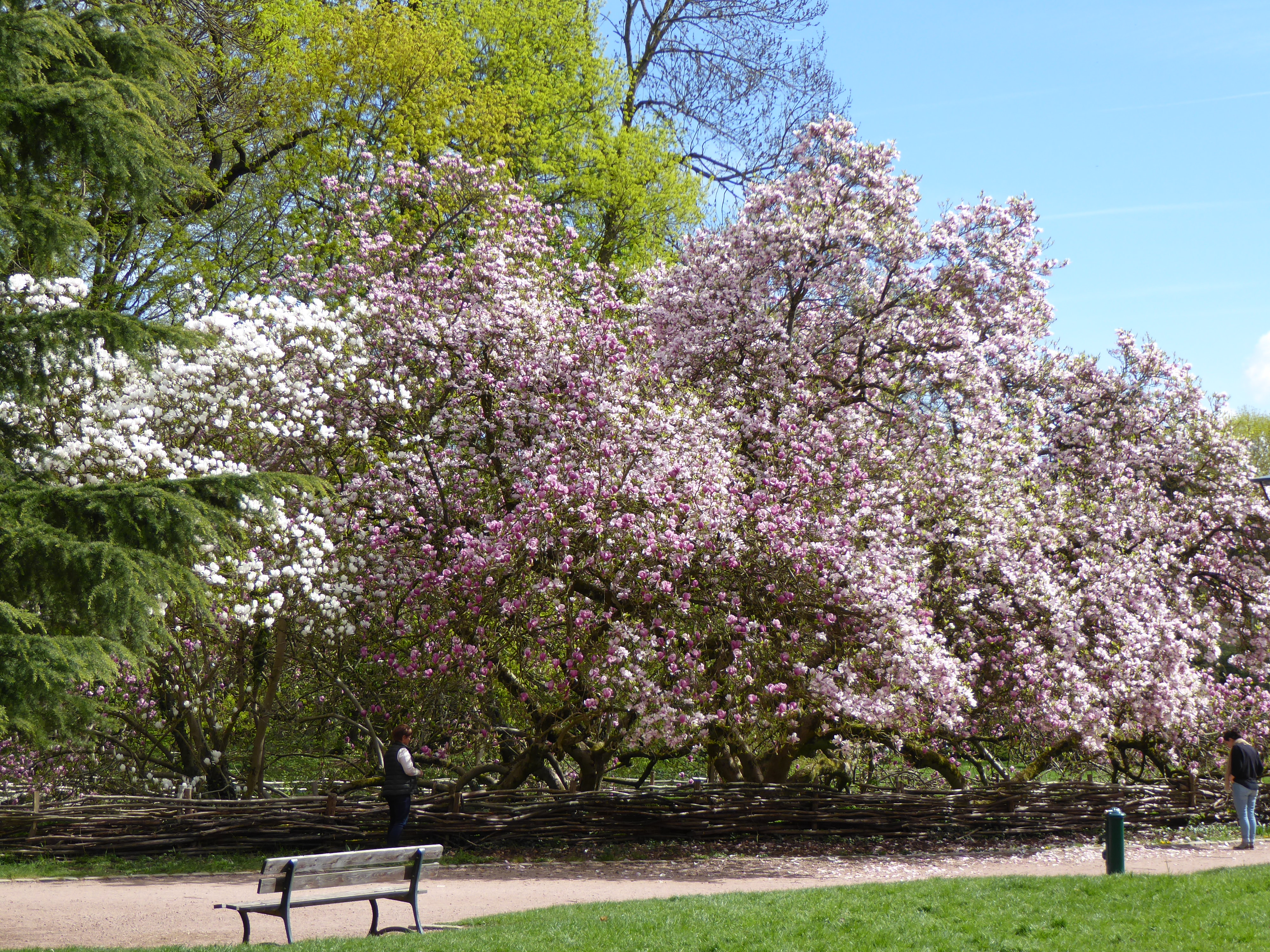
Les magnolias de Soulange en fleurs en 2018
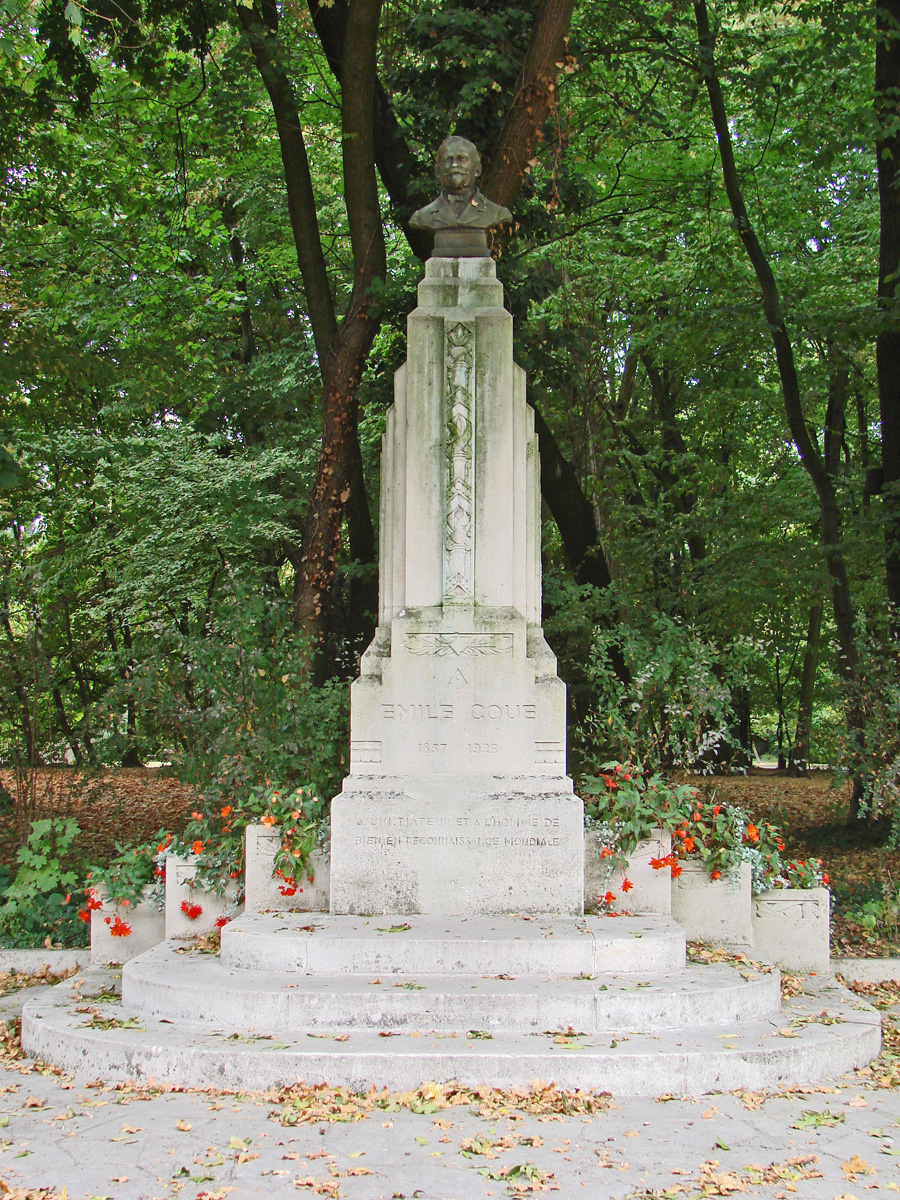
Monument à Émile Coué.

### Activités sportives
Le parc dispose d'une piste cyclable et d'un boulodrome.
Il existe un terrain de basketball.